# 帕卡赫斯县

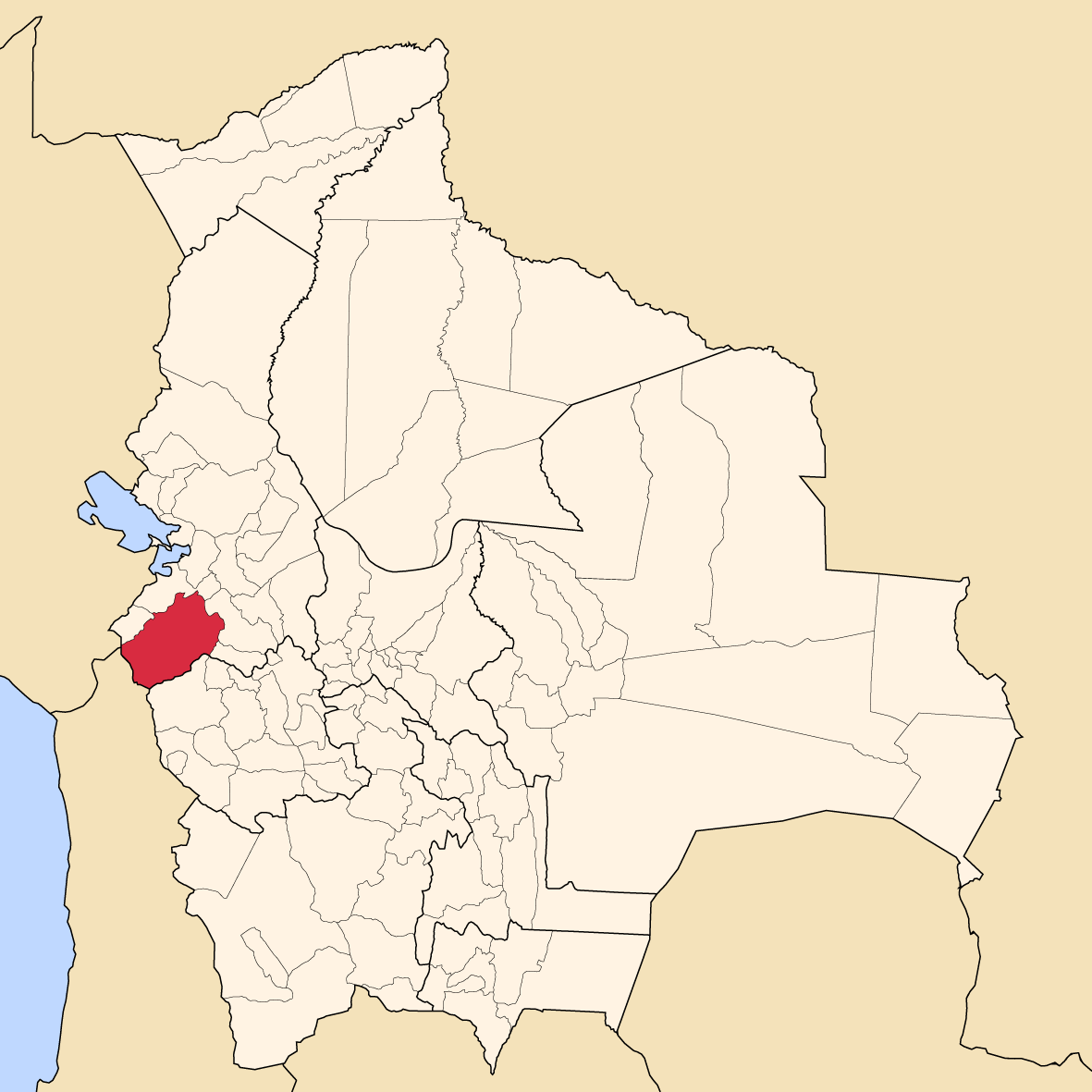

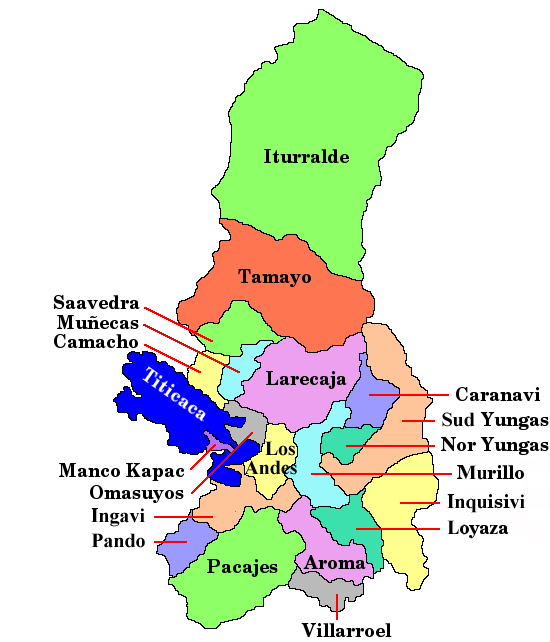

帕卡赫斯县（西班牙語：Provincia de Pacajes）是玻利維亞的县份，位於該國西部，屬於拉巴斯省的一部分，县府設於科羅科羅，面積10,584平方公里，2012年人口55,180，人口密度每平方公里5.2人。